# USS Boyle (DD-600)
USS Boyle (DD-600) – niszczyciel typu Benson. Został odznaczony czterema battle star za służbę w czasie II wojny światowej.
Okręt został zwodowany 15 czerwca 1942 roku w stoczni Bethlehem Steel Corporation w Quincy (Massachusetts). Wszedł do służby 15 sierpnia 1942 roku.
W trakcie operacji Torch stoczył potyczkę z francuskimi korwetami w pobliżu Casablanki. Następnie eskortował konwoje na Atlantyku. Później wziął udział w desancie na Sycylię. Później brał udział w inwazji na południową Francję. 
Później przeszedł na Pacyfik. Ostrzeliwał 1 sierpnia 1945 roku Wake. 
Do Charleston dotarł 8 grudnia 1945 roku i pozostawał w tym porcie do momentu wycofania ze służby i przesunięcia do rezerwy 29 marca 1946 roku. Został skreślony z listy jednostek floty 1 czerwca 1971 roku. Zatopiony jako okręt-cel 3 maja 1973 roku w pobliżu Florydy.